# أزهار ساقية

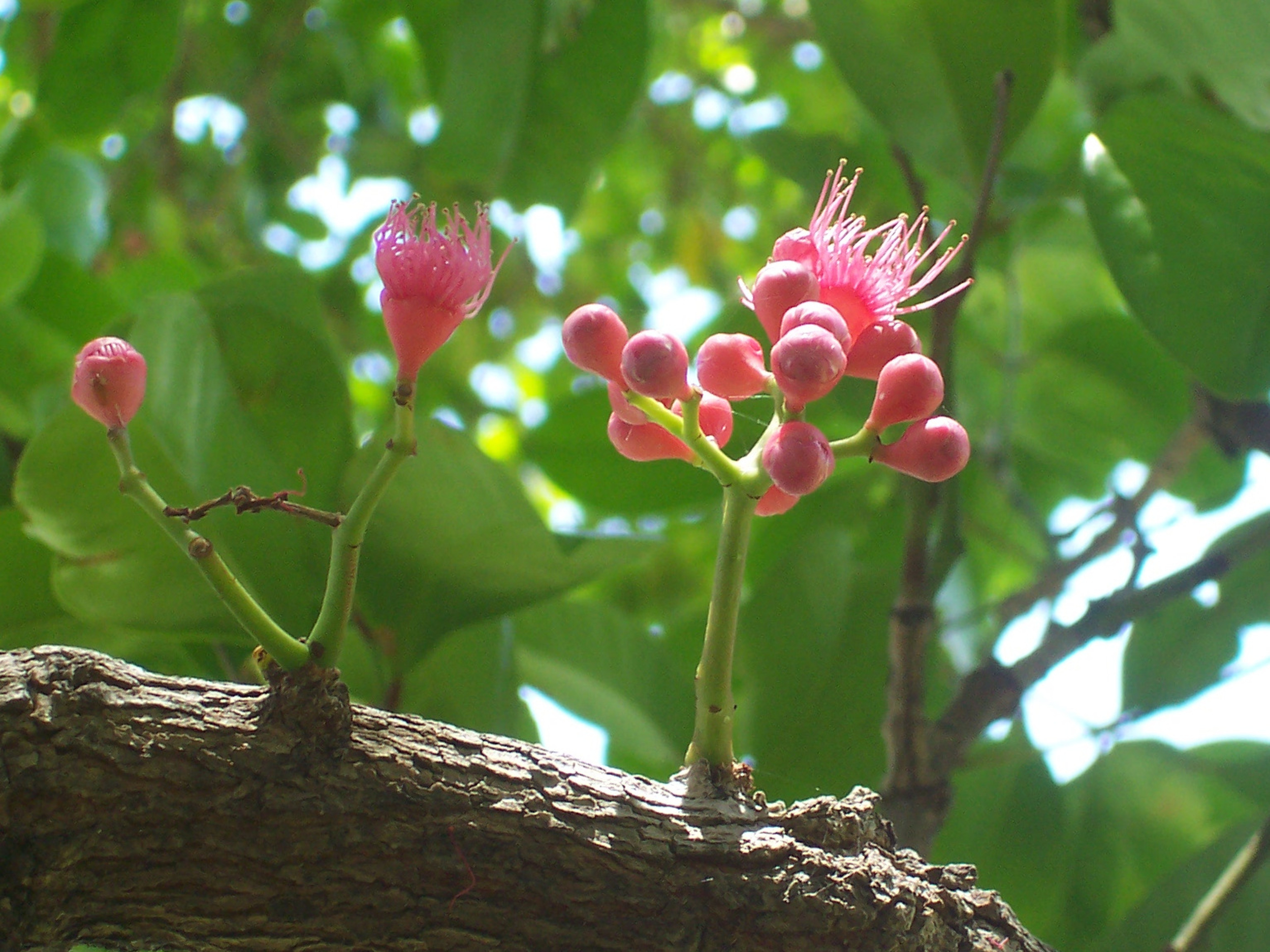
زهور تنمو من الجذع الأفقي الصلب والخشبي لنبات رياعة موري، أستراليا

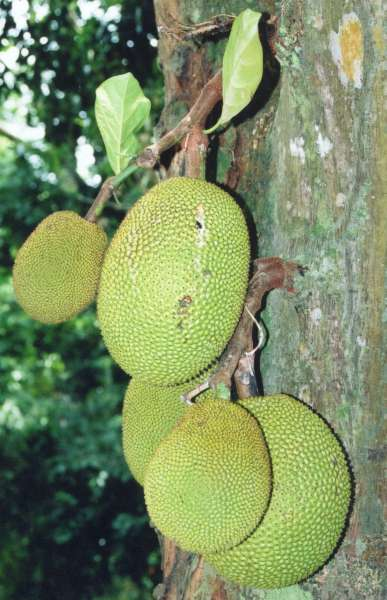
جاك فروت تنمو مباشرة من الجذع

الأزهار الساقية هو مصطلح نباتي يشير إلى النباتات التي تزهر وتثمر من سيقانها الرئيسية أو جذوعها الخشبية، وليس من عساليج وبراعم جديدة. وهو نادر في المناطق المعتدلة ولكنه شائع في الغابات الاستوائية.
كانت هناك عدة استراتيجيات للتمييز بين أنواع الأزهار الساقية تاريخيًا، بما في ذلك موقع أو عمر الفرع الذي تنمو فيه النورات، وما إذا كانت النورات مرتبطة بالأرآد أو الفروع، وما إذا كانت العقد الإبطية أو العقد العرضية تتطور إلى أنسجة بارضية. الأزهار الساقية هي ظاهرة غير متجانسة لها عدة مصادر مختلفة للتطور والقيمة التطورية.
يحدث تطور البراعم في أنواع الأزهار الساقية الإبطية إما من خلال إعادة استخدام نفس الموضع أو الأنسجة القديمة على مدار مواسم النمو أو القذف من السكون. في كلتا الحالتين، يجب أن يتم تكوين الأنسجة الوعائية للبرعم من الأنسجة الموجودة مسبقًا، مثل اللب. في زمزريق كندي، تتكسر البراعم الخاملة سنويًا بنمط كاذب المحور. إذا تطورت الأزهار بشكل عرضي، فإنها تتشكل بشكل مشابه للأنسجة الفوقية وقد تكون متفاعلة مع الظروف البيئية المباشرة. في بعض أنواع التين، قد تُنتج الزهور من براعم إبطية في النباتات الصغيرة وتتحول إلى براعم عرضية لاحقًا.
إحدى الفرضيات التي تُقترح بشكل متكرر لتطور الأزهار الساقية هي السماح بتلقيح الأشجار أو نثر بذورها بواسطة الحيوانات، وخاصة الخفافيش، التي تتسلق على جذوع وأطراف قوية لتتغذى على الرحيق والفواكه. قد تحتوي بعض الأنواع بدلاً من ذلك على ثمار تسقط من الظلة وتنضج فقط بعد وصولها إلى الأرض، وهي استراتيجية بديلة تسمى الثمار الكوليكاربية غير الوظيفية. في التين، لا يوجد ارتباط بين تطور الأزهار الساقية باعتبارها تواسم مشتق وتواسم مشتق متماثل والتقايض. ركزت الفرضيات البديلة على التنافس على السكر والمعادن بين الزهور والأوراق الفتية، والدعم الميكانيكي للزهور والفواكه الأكبر حجمًا خاصة في الخبزية ودوريان، ونظرية التطور المبنية على النبات باعتبارها استقلابًا سكانيًا ومعدلات تفاضلية للطفرات. عبر المسطحات النباتية الكبيرة.
النسخة المتطرفة هي الأزهار السوطية حيث تنحدر الفروع الطويلة التي تشبه السوط من الجذع الرئيسي وتحمل جميع النورات. تنمو الفروع على الأرض وعلى طولها وحتى تحتها. ونتيجة لذلك، يمكن أن تظهر أزهار النبات أو الشجرة وكأنها تخرج من التربة. تُعرف الأمثلة لذلك في الغالب من فصائل نباتات القشديات والتوتية مثل أنواع Desmopsisterriflora ولكنها تشمل أيضًا شجرة قذيفة المدفع (لوسيتية) والصباريات شمعية ويبر تونيلا.

## معرض الصور

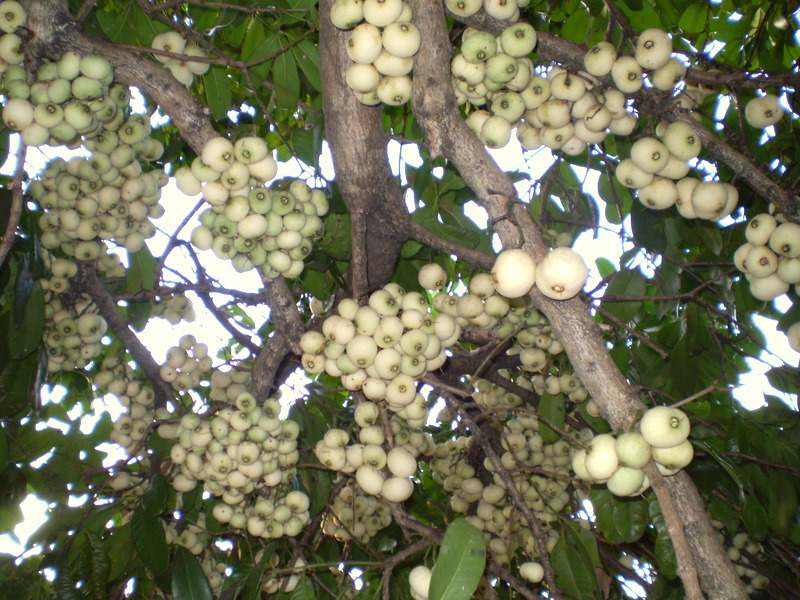
رياعة موري ثمرة
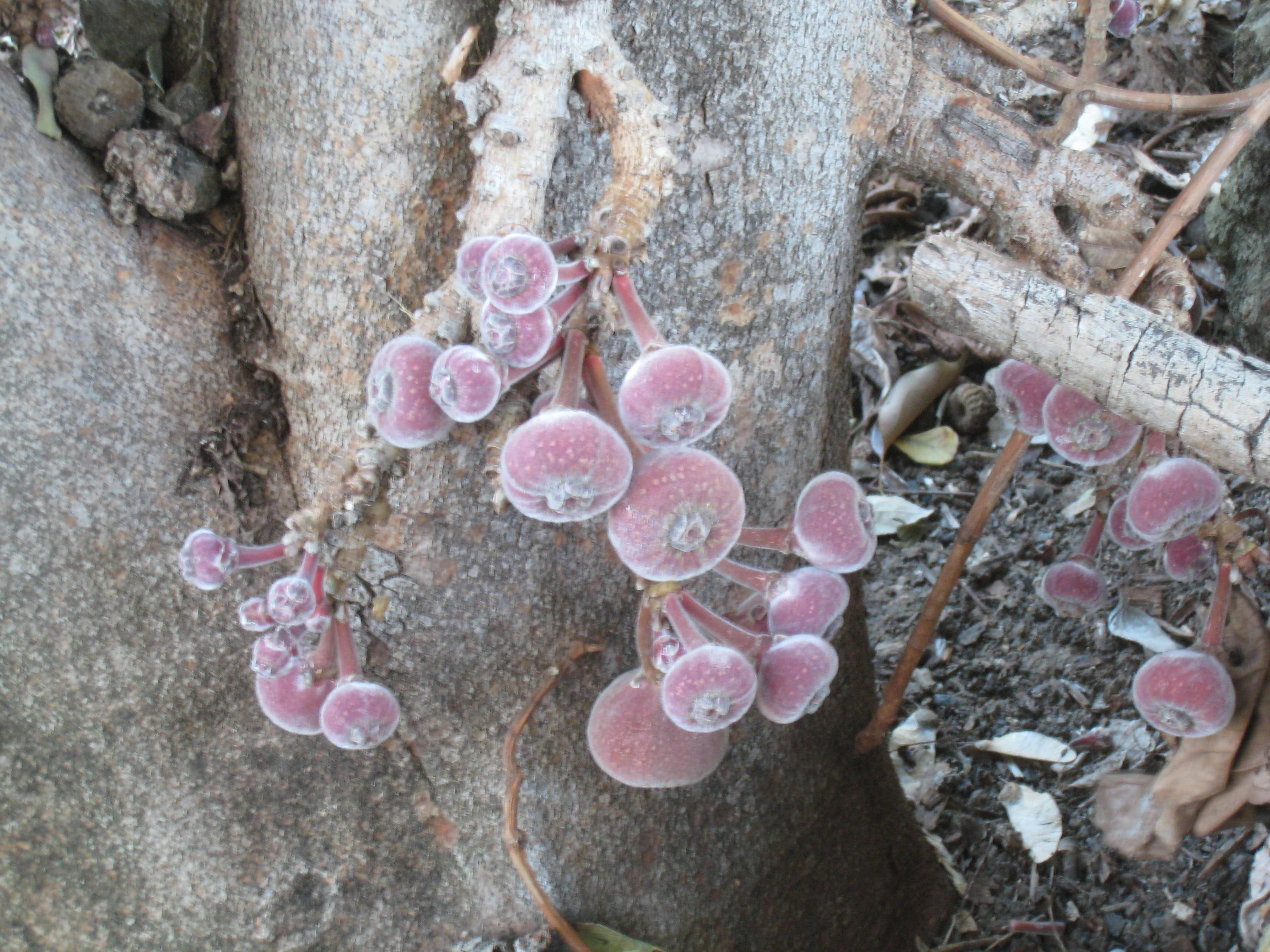
تين (جنس)
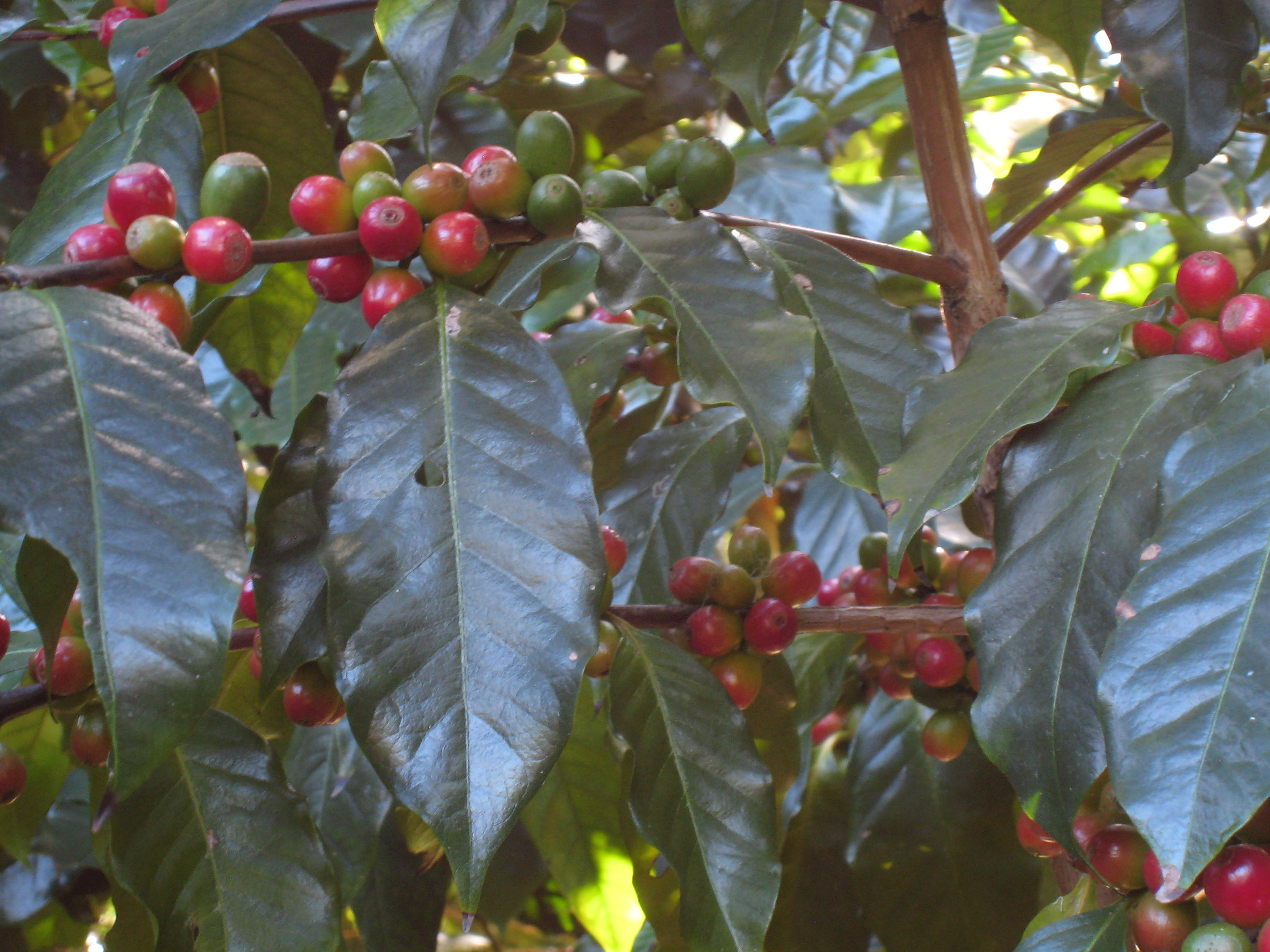
نبات القهوة (بن)
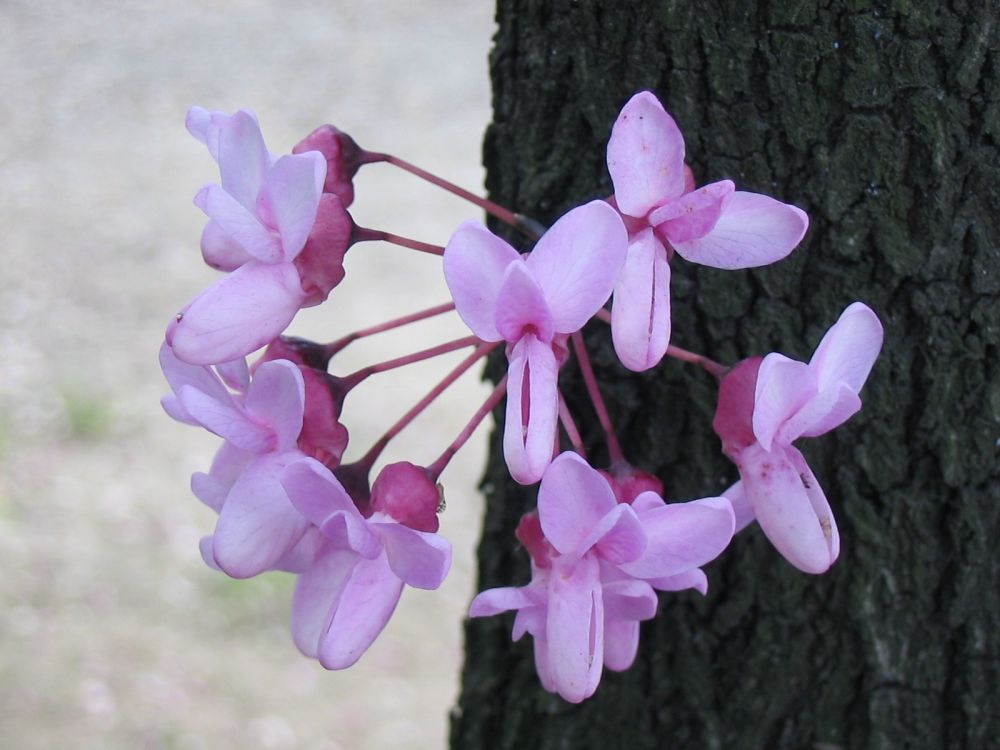
زمزريق أثيبي
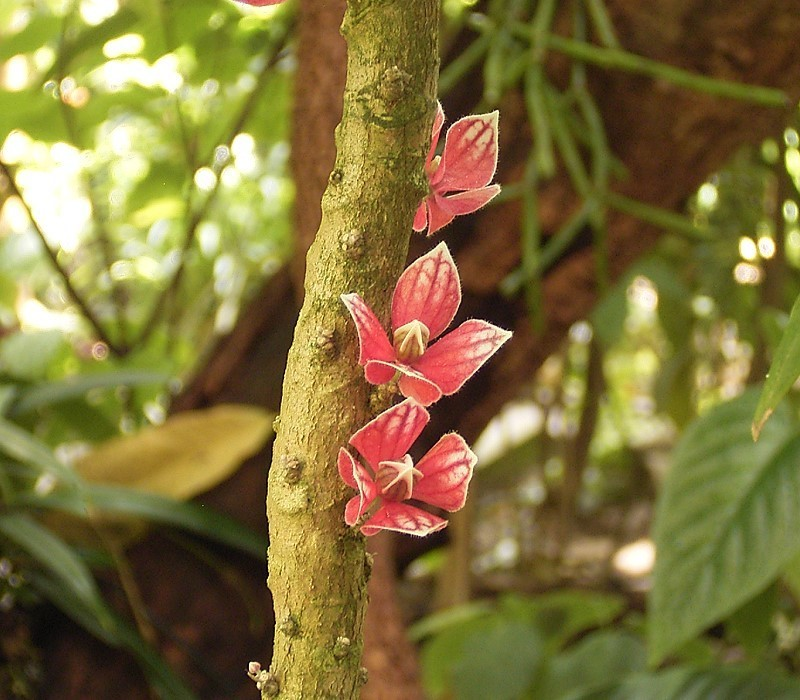
Pavonia strictiflora
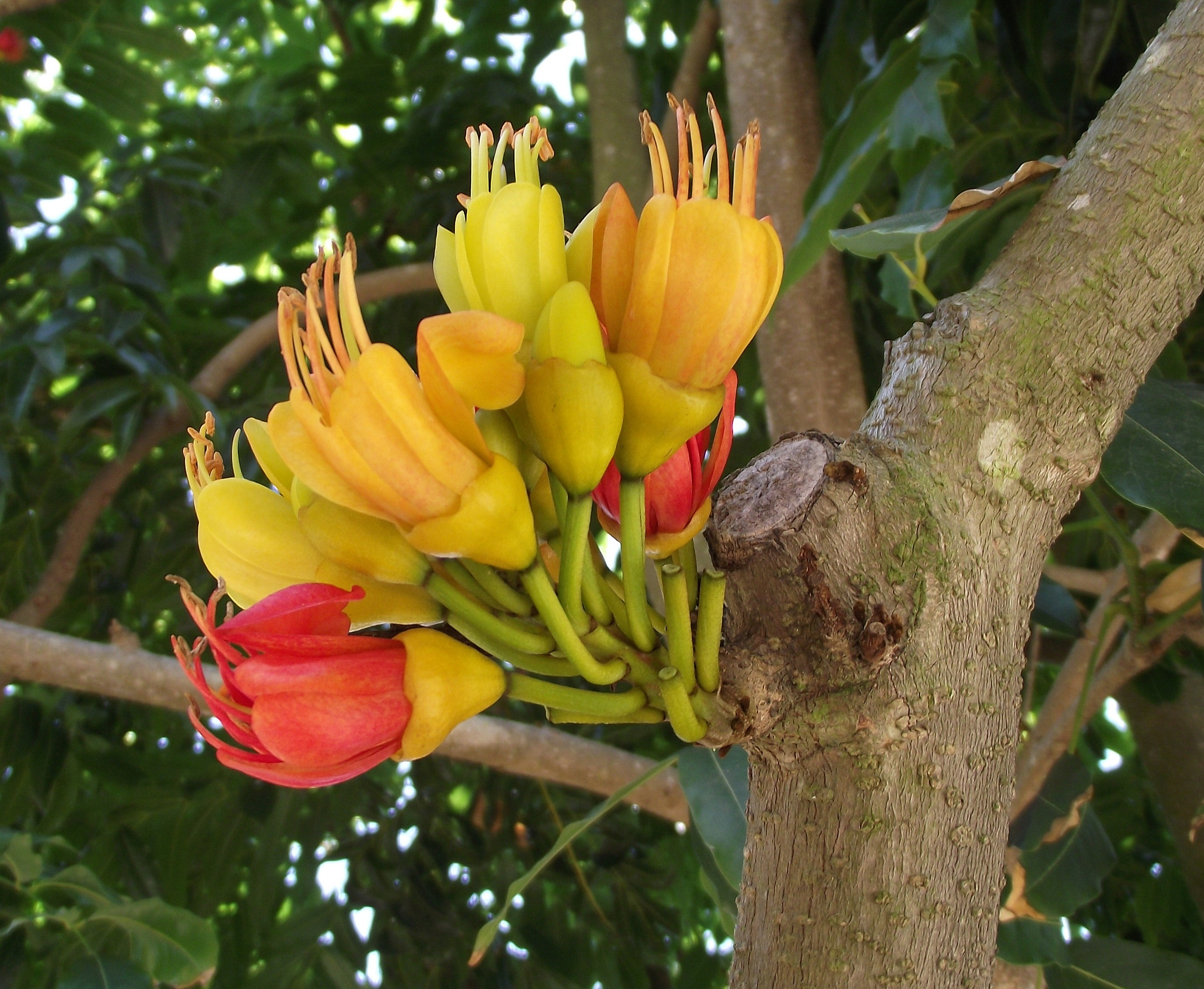
Castanospermum australe
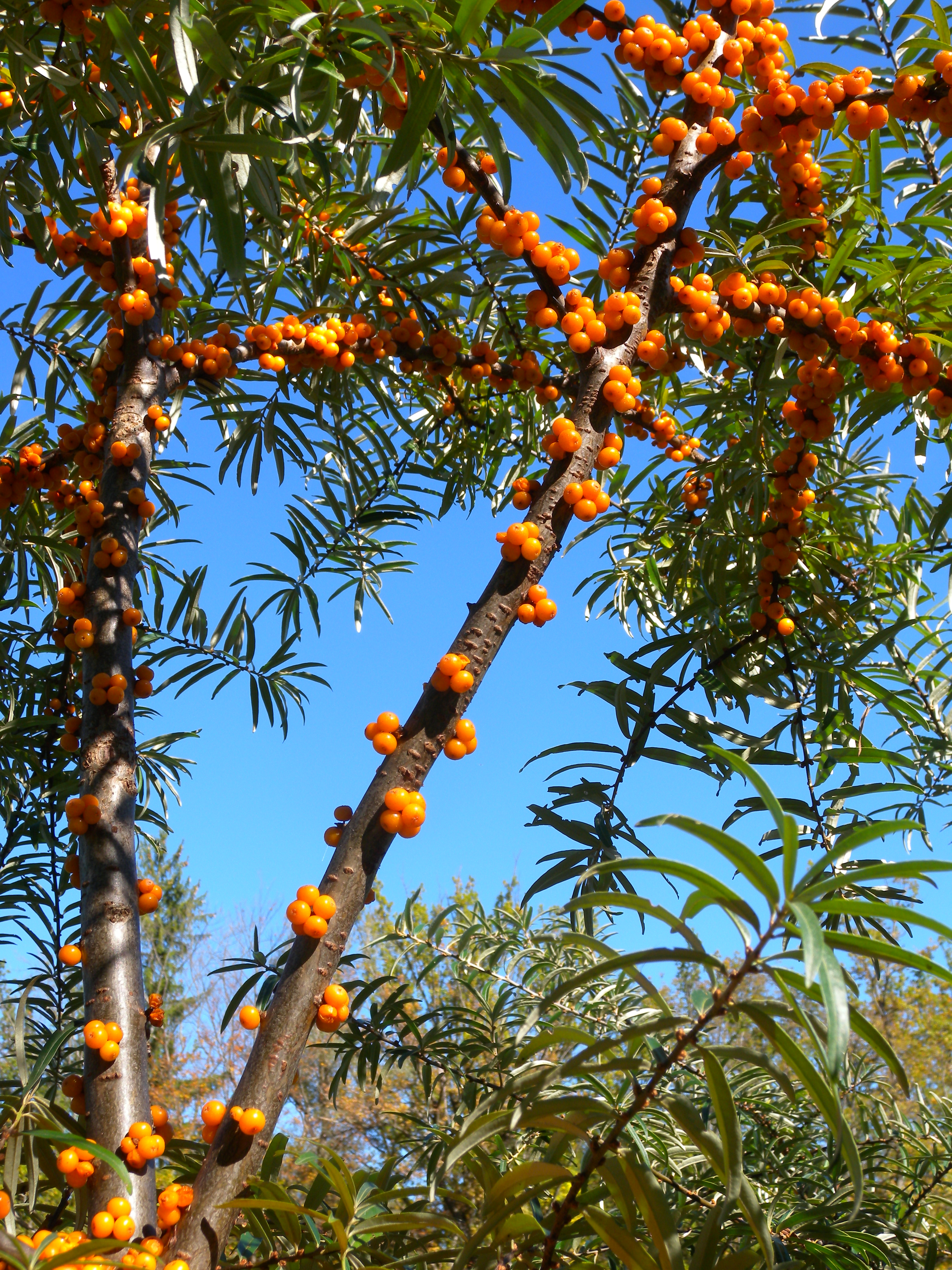
أبو فايس
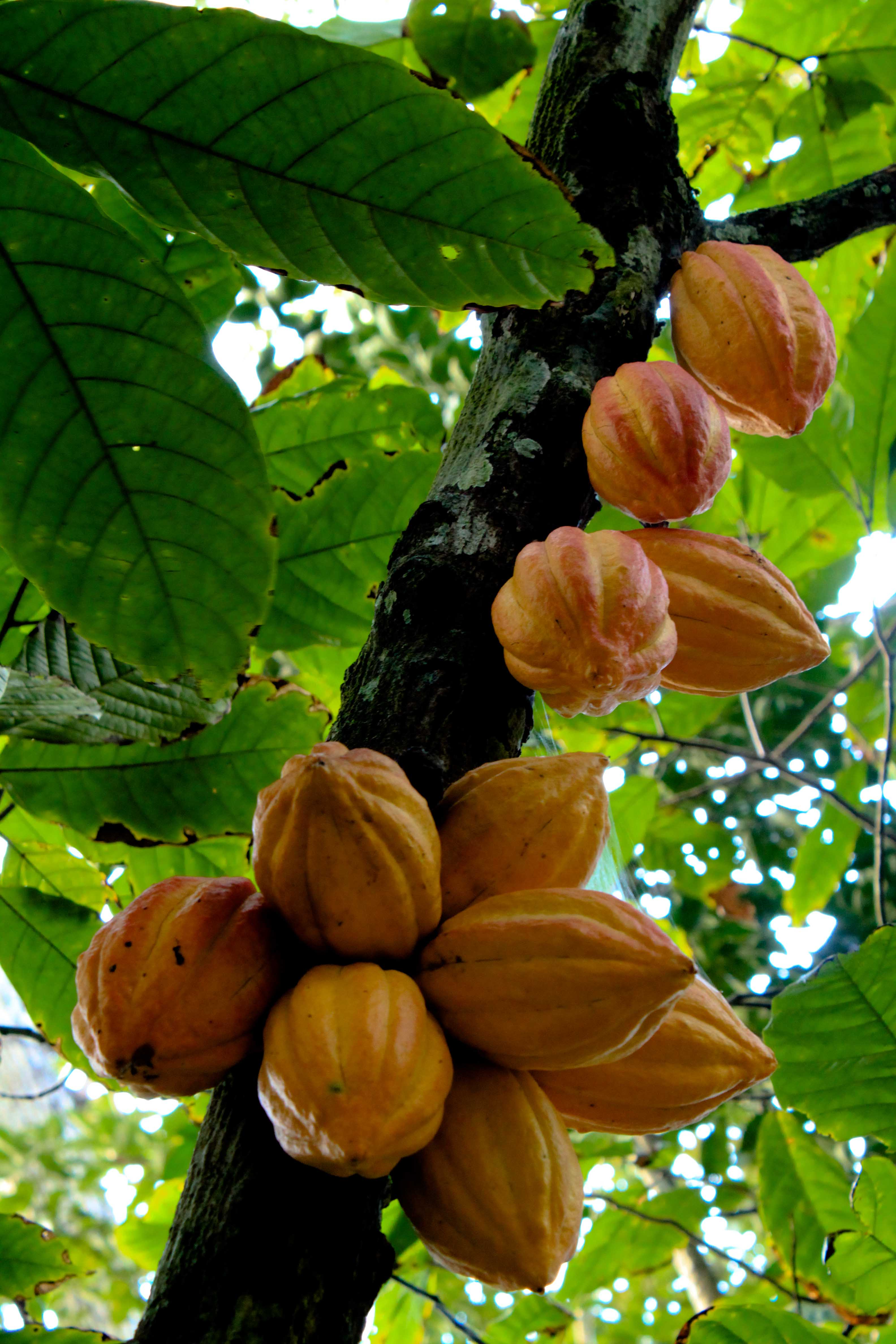
كاكاو (شجرة)
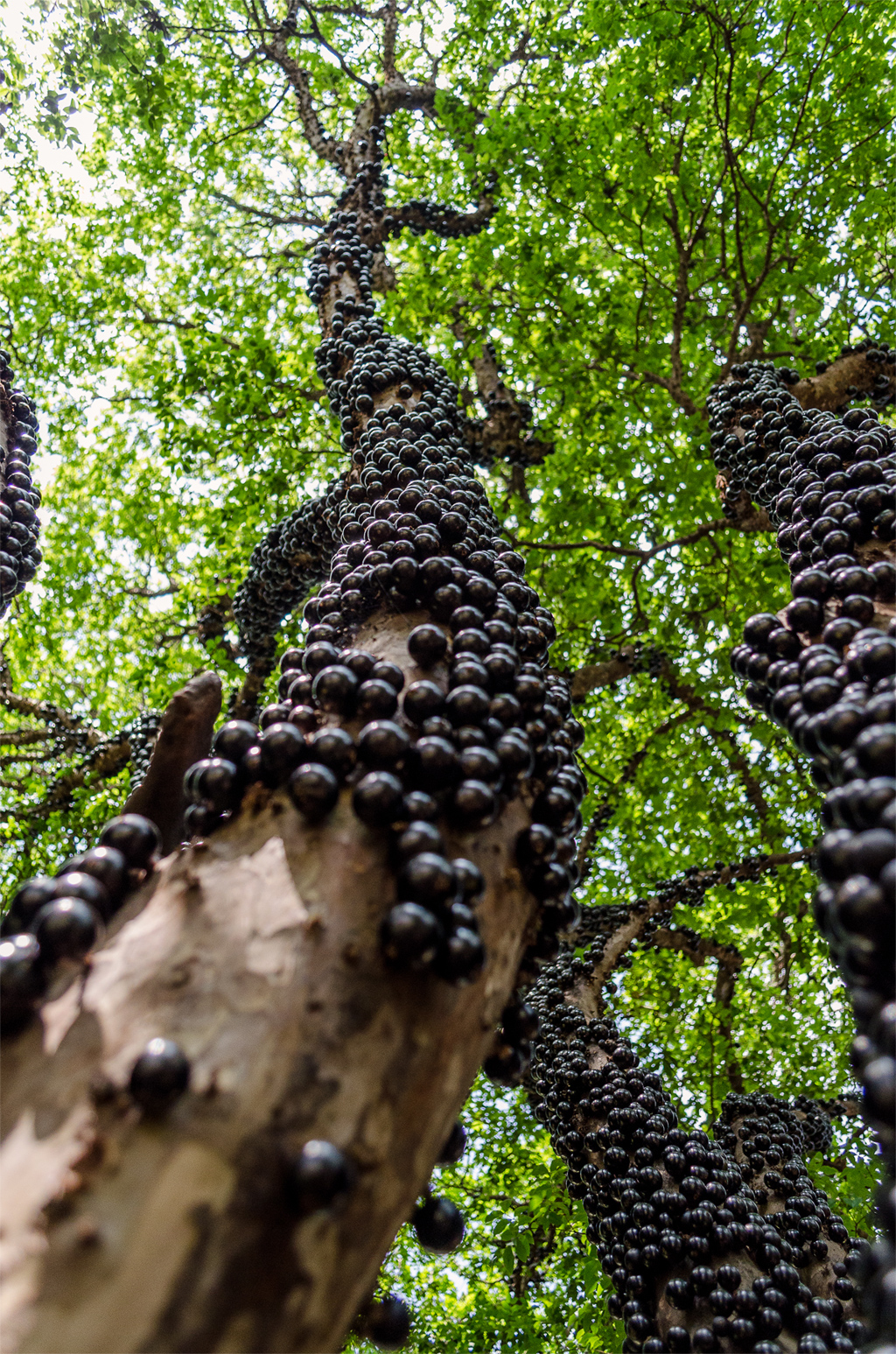
Jabuticaba (بلينة جذعية الإزهار)
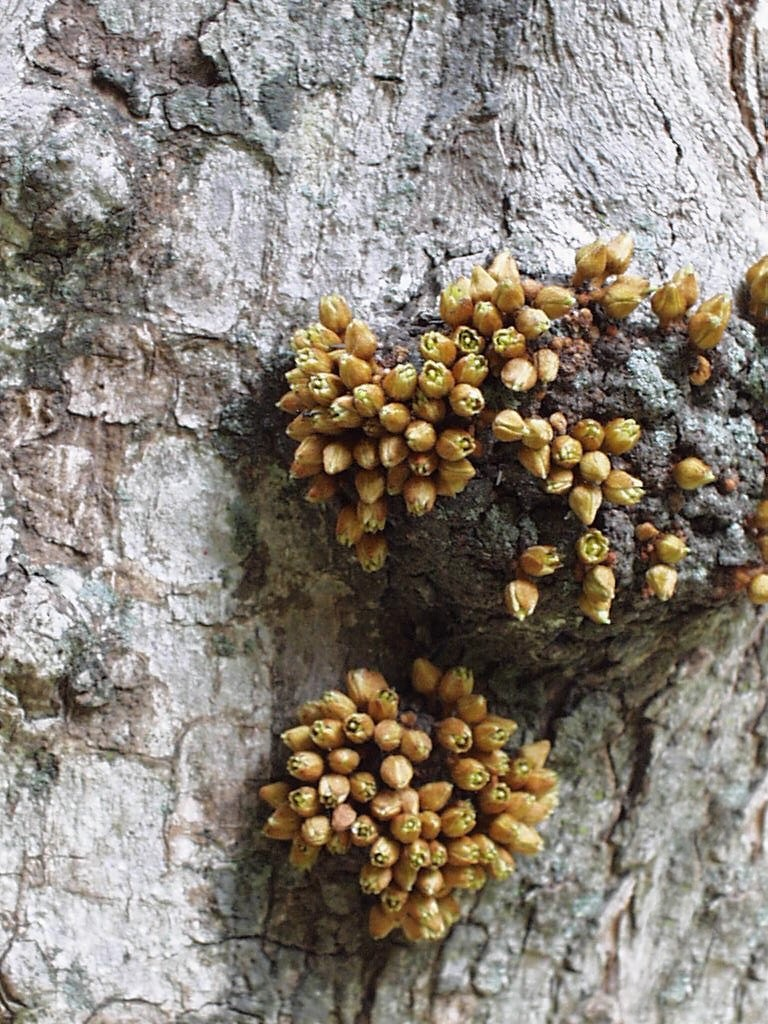
Englerophytum magalismontanum
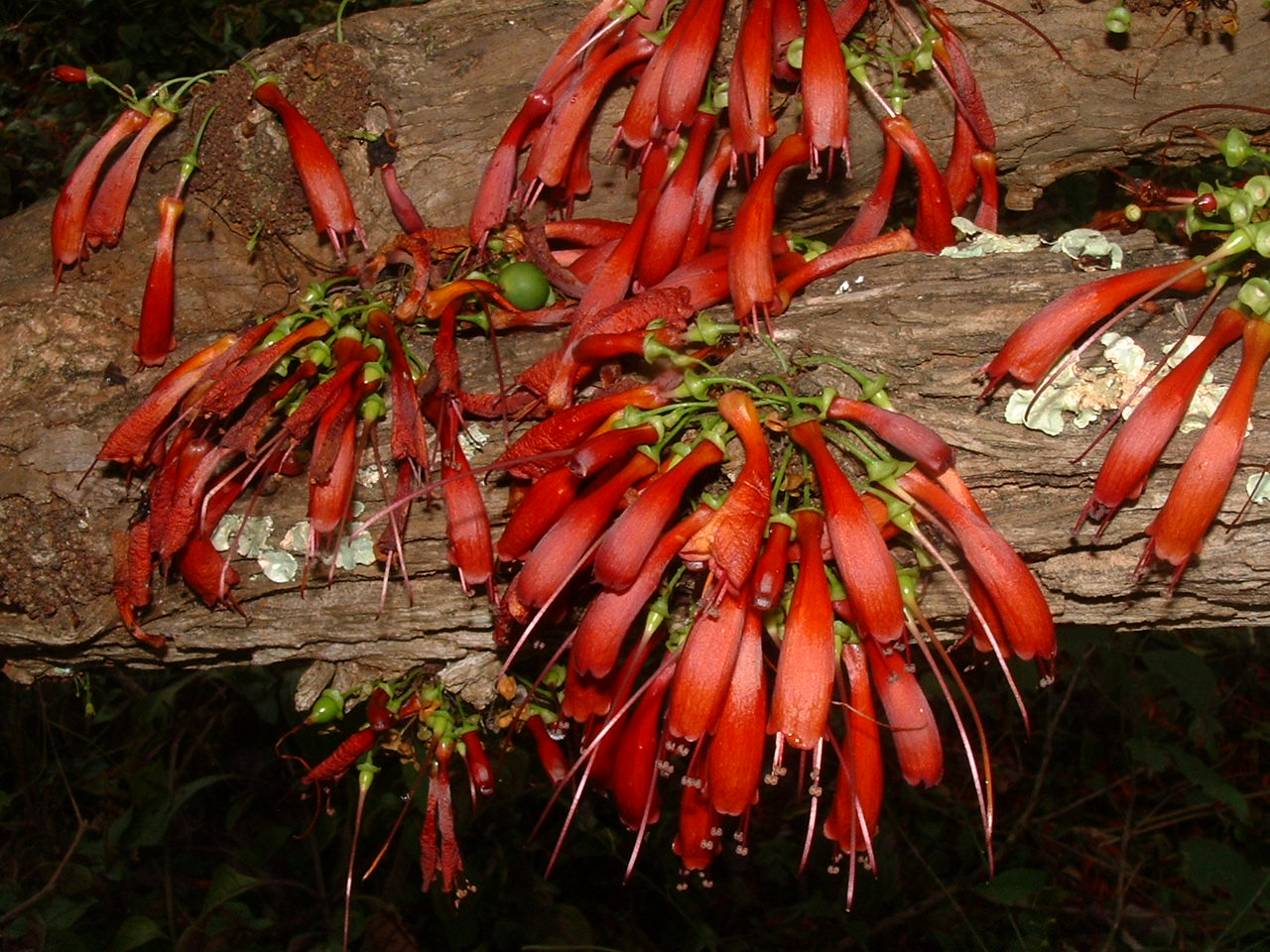
Halleria lucida
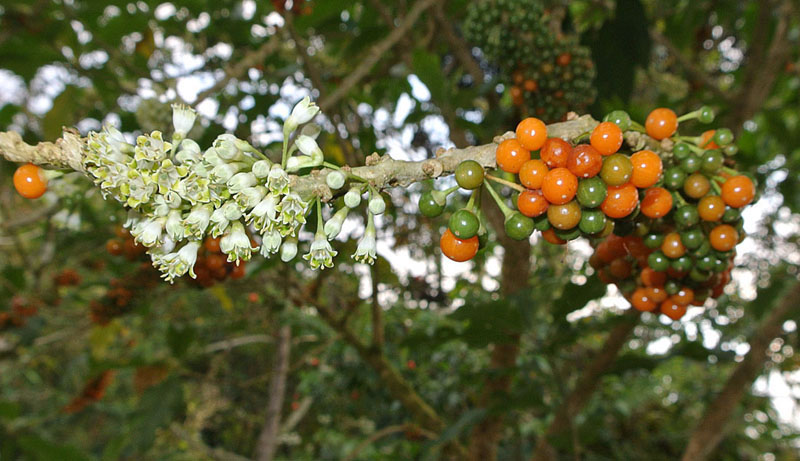
Acnistus arborescens
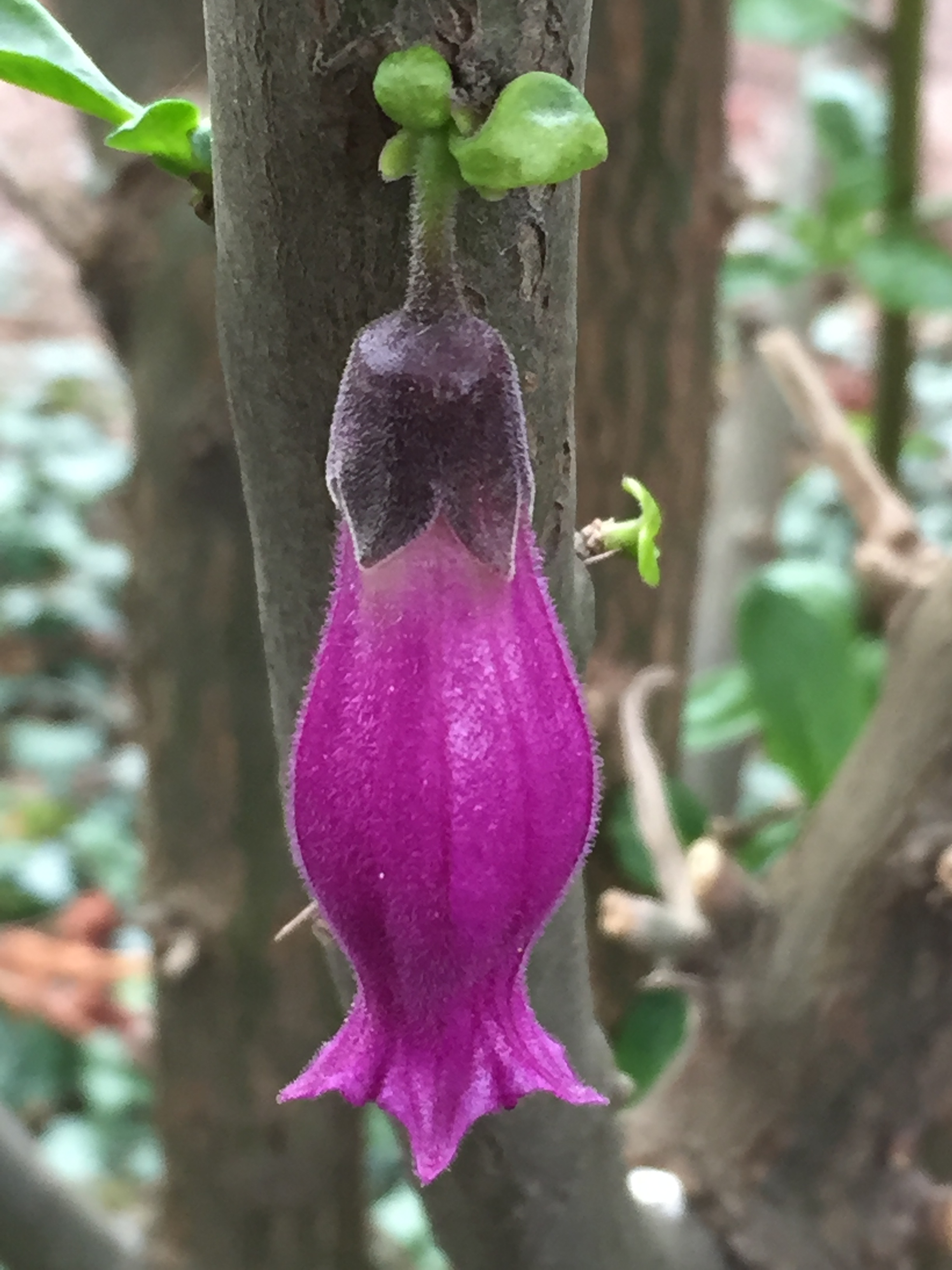
Latua pubiflora
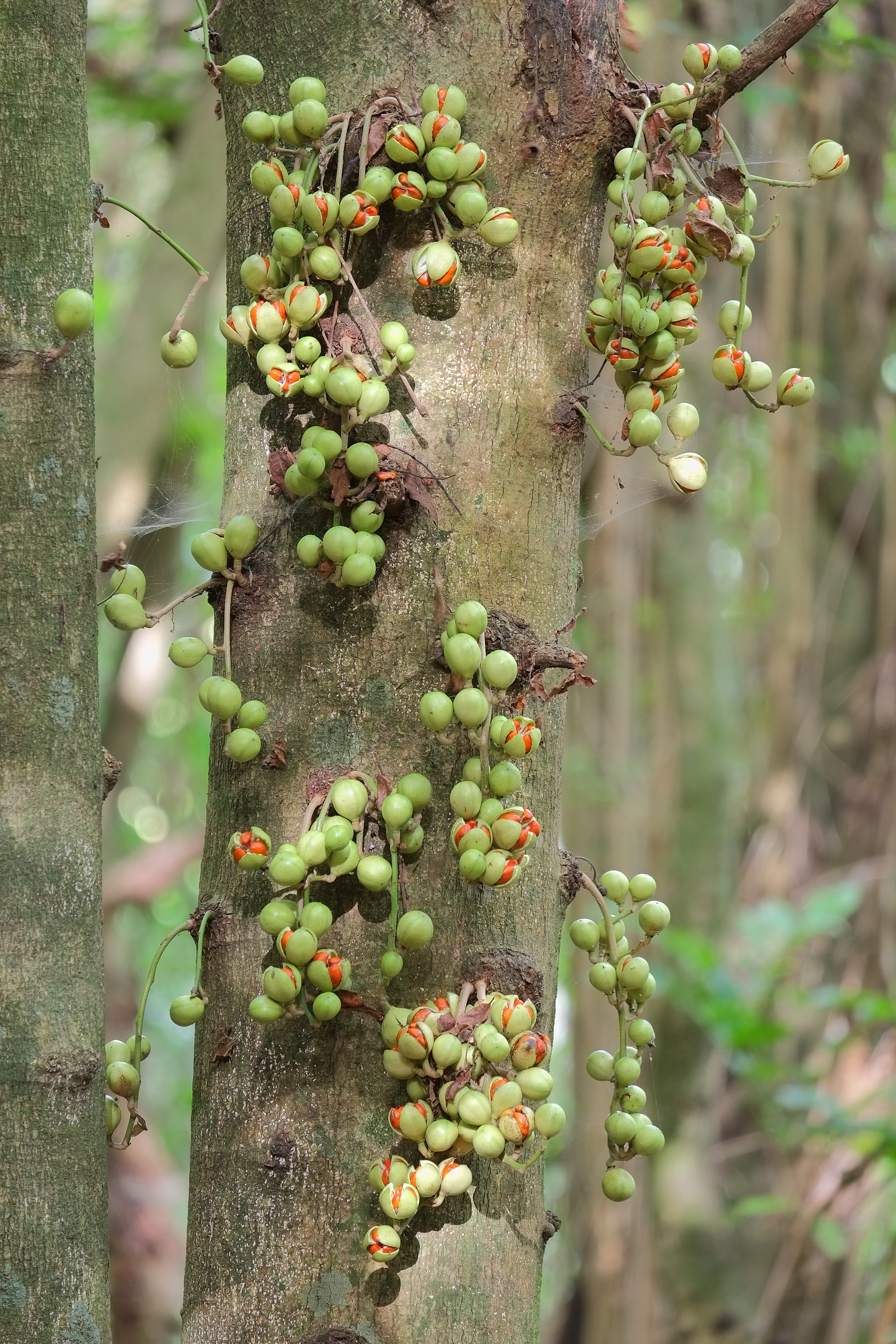
Kohekohe (Dysoxylum spectabile)
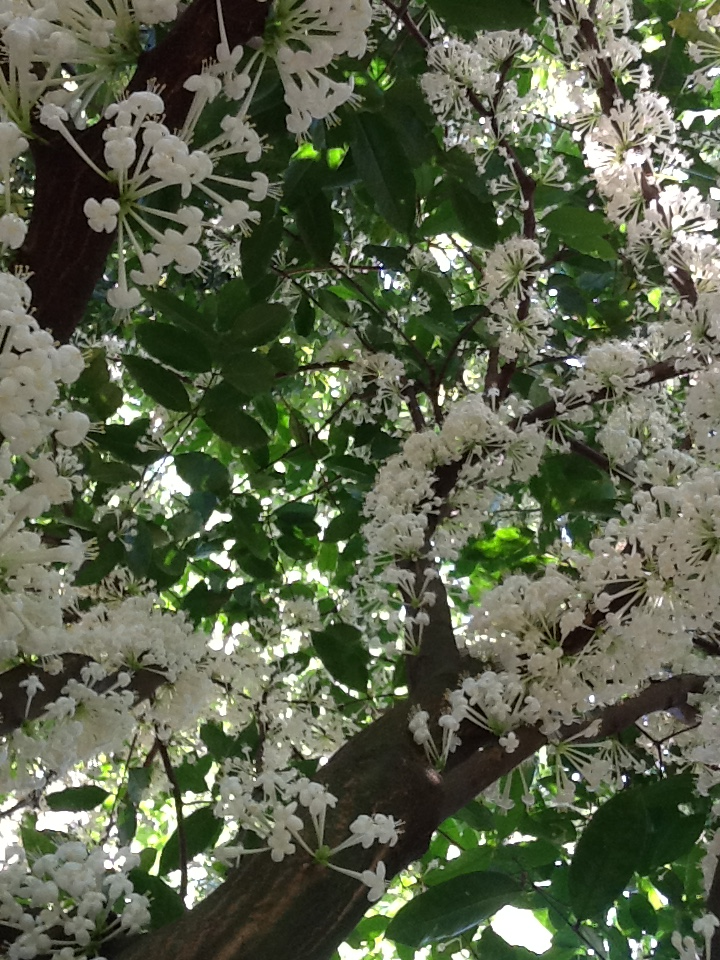
Scented daphne Phaleria clerodendron

## روابط خارجية
- Cauliflory in Malaysian Rainforest Trees